# Orchid
Orchid – amerykańska grupa uważana za jednych z pionierów screamo - gatunku muzycznego wywodzącego się ze sceny hardcore/punk. 
Wydali kilka obecnie trudno dostępnych split-EPek oraz trzy pełnometrażowe płyty.

## Historia
Zespół powstał na początku 1998 w mieście Amherst w stanie Massachusetts. Większość nagrań wydali na płytach winylowych, które chętnie dzielili z innymi zespołami. Trzy pełnometrażowe albumy noszą tytuły: Chaos is Me; Dance Tonight, Revolution Tomorrow! oraz Self-Titled - wszystkie wydane w niezależnej wytwórni Ebullition. Pod koniec istnienia grupy członkowie zaangażowali się w poboczne projekty. Wokalista Jayson Green, basista Geoff Garlock oraz perkusista Jeff Salane założyli zespół Panthers. Gitarzysta Will Killingsworth grał tymczasem w zespole Bucket Full of Teeth oraz pracował nad swoim studiem nagraniowym Dead Air Studios. W lecie 2002 zespół odbył pożegnalną trasę obejmującą wiele miastach, ostatni koncert miał miejsce w Cambridge, Massachusetts grając u boku grup Sinaloa oraz Wolves w którym udzielał się pierwszy basista Orchid Brad Wallace.

## Członkowie grupy
- Will Killingsworth (gitara)
- Jeff Salane (perkusja)
- Jayson Green (śpiew)

- Brad Wallace (gitara basowa - styczeń 1998 - sierpień 1999)
- Geoff Garlock (gitara basowa - wrzesień 1999 - lipiec 2002)

## Dyskografia

### EPs oraz splity
- Demo (kaseta wydana przez zespół)
- Orchid / Pig Destroyer Split 7" (Amendment Records) 1999
- Orchid 7" (Hand Held Heart Records) 1998
- Orchid / Encyclopedia Of American Traitors Split 7" (Witching Hour Records) 1998
- Orchid / Combat Wounded Veteran Split 6" (Clean Plate Records) 2000
- Orchid / The Red Scare Split 7" (Hand Held Heart Records) 2000
- Orchid / Jeromes Dream Split 10" Skull Record (Witching Hour Records) 2000

### LPs/CDs
- Chaos Is Me LP (Ebullition Records) 1998
- Dance Tonight! Revolution Tomorrow! 10" (Ebullition Records) 2001
- Chaos Is Me/Dance Tonight! CD (Ebullition Records) 2002 - materiał z dwóch poprzednich płyt wydany na CD
- Orchid Gatefold LP/CD (Ebullition Records) 2002
- Totality CD (Clean Plate Records) 2005 - składanka utworów, które do tej pory nie zostały wydane na płycie CD

### Utwory na składankach
- Songs of the Dead 7" (Ape Records)
- Better Luck Next Time 7" (Witching Hour Records)
- Falafel Grind; 32 Bands Proving That Cripple Bastards Suck, CD (Obscene Productions)